# Чоботовский проезд
Чо́ботовский проезд — улица Москвы в районе Ново-Переделкино Западного административного округа в посёлке Чоботы между 2-й и 3-й Чоботовскими аллеями.

## История
До 1983 года — Клубный проезд по Дому культуры, расположенному на улице. С 1984 года посёлок вошёл в состав Москвы и улица получила название Чоботовский проезд по названию посёлка. Улица особенно известна по сохранившемуся здесь дому, увенчанному башенкой со сказочным петушком — зданию дачи книгоиздателя Александра Левенсона («Домик-теремок Шехтеля»).

## Описание
Проезд начинается от 3-й Чоботовской аллеи и проходит на северо-запад параллельно 10-й до 2-й Чоботовской аллеи. Выходит к долине реки Сетунь. К северу от проезда находится платформа Киевского направления МЖД «Переделкино».

## Примечательные здания
- № 4, стр. 1 —  памятник архитектуры (федеральный) Дача Левенсона (1900 год, арх. Фёдор Шехтель). В 1990-х годах — резиденция посла Сирии;
- № 7 — Дом культуры «Луч».